# Венетская теория
Венетская теория (словен. venetska teorija) — широко распространённая автохтонная гипотеза происхождения словенцев, которая отрицает славянское заселение Восточных Альп в VI веке, а также утверждает, что «прото-словенцы» (также известные как венеты) населяли регион с древних времен. Хотя гипотеза не была принята научным сообществом, она была влиятельной и являлась альтернативным объяснением словенского этногенеза. В 1980-е и 1990-е годы она получила большую популярность в Словении и бывшей Югославии.

## Происхождение
Теория была развита в середине 1980-х годов группой словенских авторов, в частности Йожкой Шавли (Jožko Šavli), Матеем Бором (Matej Bor) и Иваном Томажичем (Ivan Tomažič). В книге, изданной в 1984 году, эти три автора предложили альтернативную гипотезу этногенеза словенского народа: они отвергли понятие, что словенцы были потомками славян, которые поселились в этой области в VI веке, и утверждали, что предки современных словенцев были на самом деле доримским населением под названием венеды (которые включают адриатических венетов, балтийских венетов, паннонских венетов, северных венетов и некоторые другие народы, которые общепринятая историография идентифицирует как кельтов, или как иллирийцев). Согласно венетской теории, древние венеты говорили на протославянском языке, из которого появились современные словенский и западнославянские языки.
Существовало несколько предшественников венетской теории. Священник Даворин Трстеняк (Davorin Trstenjak) (1817—1890) утверждал, что словенцы были древними коренными жителями Словении и что славяне правили Европой, Африкой и Азией в древности. Адвокат Хенрик Тума (1858—1935) заявил, что словенцы были первыми людьми, которые поселились в Европе. Писатель и журналист Франц Еза (Franc Jeza) (1916—1984) утверждал, что словенцы имеют шведское происхождение.

## Предпосылки
Венетская теория базируется на нескольких различных аргументах. Одним из них является традиционное германское наименование нескольких славянских народов, таких как венды, эта традиция сохранилась в архаичном немецком имени для сорбов (Wenden) и словенцев (Windischen или Winden). Некоторые средневековые летописцы приравнивают древних венетов к славянам.
Вторым аргументом, на котором основана теория, является предположение о том, что славянские («прото-словенские») топонимы найдены во всей Центральной Европе и Северной Италии; эти топонимы были изучены Шавли, но его идея была отвергнута как лингвистами, так и историками. Третий аргумент основан на древней венетской надписи, найденной на северо-востоке Италии и в словенском районе Littoral, которую Бор интерпретировал как славянскую. Интерпретация Бора была также полностью отклонена учёными.

## Восприятие
Венетская теория вызвала большие споры в словенской и югославской общественности в конце 1980-х годов. Несколько наиболее известных словенских историков, таких как Бого Графенауранд (Bogo Grafenauerand), Петер Штих (Peter Štih) вступили в открытую полемику с создателями теории. С другой стороны, много знаменитых общественных деятелей публично поддержали утверждения, продвинутые венетской теорией, среди них дизайнер Оскар Когой (Oskar Kogoj), писатель Зорко Симчич (Zorko Simčič) и Луциян Вуга (Lucijan Vuga), и политический деятель Змаго Елинчич Племенити (Zmago Jelinčič Plemeniti). В 1990-х годах теория получила институциональную поддержку Мирового словенского конгресса в виде публикации большой части литературы, защищающей теорию, и в организации международных симпозиумов. Теория также получила поддержку в некоторых националистических кругах. Однако теория не имеет широко распространённой поддержки в Словении не была принята научным сообществом историков и лингвистов.